# (200407) 2000 SN79
(200407) 2000 SN79 es un asteroide perteneciente al cinturón de asteroides, región del sistema solar que se encuentra entre las órbitas de Marte y Júpiter, descubierto el 24 de septiembre de 2000 por el equipo del Lincoln Near-Earth Asteroid Research desde el Laboratorio Lincoln, Socorro, Nuevo México, Estados Unidos.

## Designación y nombre
Designado provisionalmente como 2000 SN79. 

## Características orbitales
2000 SN79 está situado a una distancia media del Sol de 2,426 ua, pudiendo alejarse hasta 2,880 ua y acercarse hasta 1,973 ua. Su excentricidad es 0,186 y la inclinación orbital 5,849 grados. Emplea 1380,73 días en completar una órbita alrededor del Sol.

## Características físicas
La magnitud absoluta de 2000 SN79 es 16,3. 